# Volley Luzern (maschile)
Il Volley Luzern è una società pallavolistica maschile svizzera con sede a Lucerna: milita nel campionato svizzero di Lega Nazionale A.

## Storia
Il Volley Top Luzern viene fondato nel 2015, quando le prime squadre del Fussball-Club Luzern, club di pallavolo femminile di Lega Nazionale A, e della neopromossa in Lega Nazionale A Volleyball Club Luzern, club di pallavolo maschile, si fondono, creando un unico club; mentre le altre formazioni dei due club e le squadre giovanili continuano invece a giocare sotto i nomi FC Lucerna e VBC Lucerna.
Debutta in Lega Nazionale A con un ottavo posto nel campionato 2015-16, mentre nel campionato seguente si classifica quinto. Nel 2017 cambia denominazione in Volley Luzern.

## Rosa 2017-2018
| N° | Nome                | Ruolo | Data di nascita  | Nazionalità sportiva |
| -- | ------------------- | ----- | ---------------- | -------------------- |
| 1  | Jörg Gautschi       | L     | 3 novembre 1984  | Svizzera             |
| 2  | Peer Harksen        | P     | 30 dicembre 1995 | Svizzera             |
| 3  | Luca Widmer         | P     | 31 luglio 1997   | Svizzera             |
| 4  | Nick Amstutz        | C     | 23 agosto 1993   | Svizzera             |
| 5  | Luca Müller         | S     | 8 maggio 1993    | Svizzera             |
| 7  | Anes Perezic        | S/O   | 20 agosto 1999   | Svizzera             |
| 8  | Erik Harksen        | L     | 10 febbraio 1993 | Svizzera             |
| 9  | Frederic Wicki      | S     | 16 aprile 1998   | Svizzera             |
| 10 | Marcel Häfliger     | C     | 7 settembre 1988 | Svizzera             |
| 11 | Christopher Frame   | C     | 17 aprile 1996   | Svizzera             |
| 12 | Strahinja Brzaković | S/O   | 28 aprile 1994   | Serbia               |
| 13 | Reto Willimann      | S/O   | 13 aprile 1991   | Svizzera             |
| 14 | Luca Ulrich         | S     | 12 gennaio 1997  | Svizzera             |
| 15 | Jonas Stadelmann    | S     | 4 maggio 1991    | Svizzera             |

## Palmarès
- Supercoppa svizzera: 1

2020

## Denominazioni precedenti
- 2015-2017: Volley Top Luzern